# Козерадские
Козерадские (пол. Kozieradzki) — дворянский род герба Корчак, происходящий от знатного литовского боярина Боговитина (1431).
Его сыновья были: Лев — великим литовским чашником (1501), а Богуш — прелайским наместником; из сыновей Богуша Богуш-Михаил был литовским подскарбием (1519), а Иван — королевским маршалом (1546). Сын Ивана — Михаил — поскольку владел имением Козерады стал писаться Козерадским (1580). 
Род Козерадских был внесён в VI часть родословной книги Волынской, Гродненской и Ковенской губерний Российской империи.